# Ichneumon macropus
Ichneumon macropus är en stekelart som beskrevs av Franz Paula von Schrank 1776. Ichneumon macropus ingår i släktet Ichneumon och familjen brokparasitsteklar. Inga underarter finns listade i Catalogue of Life.